# Jeytis
De Jeytis, Zweeds: Jeytinen, is een ongeveer 625 meter hoge berg in het noorden van Zweden. De Jeytis ligt in de gemeente Kiruna op minder dan zes kilometer van het Kelottimeer. De Könkämä komt daar door het meer en vormt de grens met Finland. De berg maakt deel uit van het gebergte waar ook de Gállgielas toe behoort, dus ook hier met ultramafisch gesteente, met cumulaatgesteente.
Er komen verschillende beken van de Jeytis af. Het water ervan stroomt naar verschillende rivieren, veel naar de Jeytisrivier, maar ook op het noordwesten naar de Vuokkasenrivier. Verder naar het noorden ontstaat de zuidelijke tak van de Kouttarivier. 